# Obligatorisches Referendum
Das obligatorische Referendum, teilweise auch als obligatorische Volksabstimmung bezeichnet, ist eine spezielle Ausformung des Referendums und ein Instrument der direkten Demokratie. Im Gegensatz zu anderen Referendumsformen muss es nicht von Parlament, Regierung oder Bevölkerung anberaumt werden, sondern wird unter bestimmten Bedingungen (zumeist bei Verfassungsänderungen) automatisch ausgelöst. Obligatorische Referenden gibt es in einer ganzen Vielzahl von Staaten weltweit, wobei die tatsächliche Bedeutung des Instruments in der Politik dieser Länder sehr stark variiert. Während in der Schweiz das obligatorische Referendum eines der wichtigsten Merkmale der halbdirekten Demokratie bildet, spielt es hingegen in Deutschland nur eine untergeordnete, in Österreich keine nennenswerte Rolle in der Politik.

## Etymologie
Das deutsche Wort Referendum ist ein Fremdwort aus dem Lateinischen und setzt sich aus der Vorsilbe re »zurück« und dem Verb ferre »tragen« oder »bringen« zusammen. Die Voranstellung obligatorisch leitet sich vom lateinischen Verb obligare »verpflichten« oder »verbindlich machen« ab.
In einem obligatorischen Referendum ist die gewählte Vertretung (Parlament oder Regierung) also dazu »verpflichtet« oder daran »gebunden«, die Entscheidung über einen politischen Gegenstand an den Souverän (das Volk) »zurückzutragen« bzw. »zurückzubringen«.

## Das obligatorische Referendum in den deutschsprachigen Staaten

### Deutschland
In Deutschland ist ein obligatorisches Referendum auf Bundesebene nur in zwei sehr eng eingegrenzten Fällen vorgesehen. Zum einen bei der Ablösung des Grundgesetzes durch eine andere Verfassung (Art. 146 GG), zum anderen im Falle einer Neugliederung des Bundesgebietes (Art. 29 Abs. 3 GG). Der erste Fall ist in der Geschichte der Bundesrepublik Deutschland noch nicht aufgetreten, auch wenn nach der Deutschen Wiedervereinigung intensiv über diese Frage diskutiert wurde. Abstimmungsberechtigt wären bei diesem obligatorischen Referendum alle wahlberechtigten Bürger. Zur Neugliederung des Bundesgebietes wurden seit Bestehen der BRD zwei obligatorische Referenden durchgeführt (1952 bei der Gründung des Bundeslandes Baden-Württemberg und bei der geplanten, aber 1996 von der Bevölkerung abgelehnten, Zusammenlegung der Bundesländer Berlin und Brandenburg), wobei hier jeweils nur die in den von der Gebietsneugliederung betroffenen Bürger abstimmungsberechtigt sind.
In den Ländern ist das obligatorische Referendum nicht überall vorzufinden. In vielen Bundesländern existiert dieses Instrument überhaupt nicht, in einigen ist es analog zum Bund nur im Fall der Ausarbeitung einer neuen Landesverfassung vorgesehen (z. B. Brandenburg). Lediglich Bayern und Hessen haben hier eine weiterreichende Ausgestaltung, da dort alle Verfassungsänderungen dem obligatorischen Referendum unterworfen sind. In Bayern fanden bis Ende Dezember 2019 insgesamt 14, in Hessen 24 obligatorische Referenden zu den verschiedensten Themen statt. In Berlin und Bremen existiert jeweils eine Sonderregelung: In Berlin sind obligatorische Referenden für den Fall einer Änderung der direktdemokratischen Regelungen in der Landesverfassung vorgesehen, was bislang zu einem Praxisfall (2006) führte, in Bremen gilt seit 2013 ein obligatorisches Referendum bei Privatisierungen, sofern der zugrunde liegende Parlamentsbeschluss nicht mit Zweidrittelmehrheit verabschiedet wird.
Aus der Zivilgesellschaft wurde bereits verschiedentlich die Forderung erhoben, alle Änderungen des Grundgesetzes einem obligatorischen Referendum zu unterwerfen, wie dies in der Schweiz, aber auch in Bayern und Hessen der Fall ist. Dies würde der Bevölkerung eine größere Kontrolle über das höchste Rechtsgut des Staates (die Verfassung) sichern und leichtfertige Eingriffe in das Grundgesetz durch die im Bundestag vertretenen Parteien wirksam verhindern. Die Gegner dieses Vorschlages argumentieren, dies könne notwendige, aber unpopuläre Änderungen des Grundgesetzes verhindern und dadurch eine Lähmung der Politik bewirken.

### Österreich
In Österreich ist ein obligatorisches Referendum auf Bundesebene im Fall einer Gesamtänderung der Bundesverfassung vorgesehen (Art. 44 Abs. 3 B-VG). Eine Gesamtänderung der Verfassung liegt vor, wenn eines oder mehrere der Bauprinzipien der Verfassung (demokratisches, bundesstaatliches, rechtsstaatliches, gewaltentrennendes bzw. liberales Bauprinzip) gravierend geändert werden. Umstritten ist, ob nur der Nationalrat oder auch der Bundespräsident entscheiden darf, ob eine Verfassungsänderung als gesamtändernd zu qualifizieren ist und ob daher eine Volksabstimmung durchzuführen ist. Laut Rechtsprechung des Verfassungsgerichtshofs kann die Durchführung einer Volksabstimmung nicht erzwungen werden, sondern wird durch den Nationalrat endgültig entschieden. Eine Nichtdurchführung einer Volksabstimmung im Falle einer Gesamtänderung der Bundesverfassung kann nur als Verfahrensmangel im Gesetzgebungsverfahren gerügt werden.
Die Volksabstimmung vom 12. Juni 1994 über den EU-Beitritt Österreichs war ein obligatorisches Referendum auf Bundesebene.
Ein Beschluss der Bundesversammlung, den Bundespräsidenten vor Ablauf der Funktionsperiode abzusetzen (Art. 60 Abs. 6 B-VG), löst ein obligatorisches Referendum aus. Bislang gibt es dafür keinen Anwendungsfall.
Im Sommer 2008 – wenige Wochen nach erfolgter Ratifizierung des Lissabon-Vertrags – hat sich die SPÖ für verpflichtende Volksabstimmungen über wesentliche Änderungen der EU-Verträge positioniert. Ein entsprechender parlamentarischer Initiativantrag für obligatorische Volksabstimmungen über wesentliche EU-Vertragsänderungen fand zwar zunächst eine parlamentarische Mehrheit, scheiterte aber letztlich am Erfordernis der Zwei-Drittel-Mehrheit.
Auf Landesebene sind obligatorische Volksabstimmungen in den Bundesländern Vorarlberg und Salzburg vorgesehen. In Salzburg ist jede „Gesamtänderung der Landesverfassung“ vor der Kundmachung im Landesgesetzblatt einer Volksabstimmung zu unterziehen. In Vorarlberg wird eine verpflichtende Volksabstimmung für einzelne, eigens bezeichnete grundlegende Änderungen angeordnet.
In Salzburg kam es 1998 zu einer obligatorischen Volksabstimmung über die Abschaffung der verpflichtenden Proporzwahl der Landesregierung.
Auf Gemeindeebene ist das obligatorische Referendum in der Stadt Salzburg vorgesehen. Im Fall einer wesentlichen Änderung der für das Stadtbild prägenden Stadtlandschaften ist eine Volksabstimmung durchzuführen. Dadurch wird der in der Grünlanddeklaration der Stadt Salzburg verankerte Schutz der Stadtlandschaften besonders gegen Verschlechterungen abgesichert. In Kärnten besteht eine verpflichtende Volksbefragung im Fall eines geplanten Untergangs einer Gemeinde.

### Schweiz
Auf Bundesebene wird das obligatorische Referendum durch die Bundesverfassung (BV) in Art. 140 geregelt. Es ist eine der zentralen politischen Ausdrucksformen sowohl der Schweizer Demokratie als auch des Föderalismus. Alle Änderungen der Bundesverfassung bedürfen der Zustimmung der Mehrheit des Schweizervolks als Ganzes als auch durch diejenige der Mehrheit der Bevölkerung der einzelnen Stände, um in Kraft treten zu können (Art. 140 Abs. 1 Bst. a BV, Doppeltes Mehr). Diese Regelung soll die Gleichstellung der kleinen Kantone mit den bevölkerungsstarken Kantonen gewährleisten.

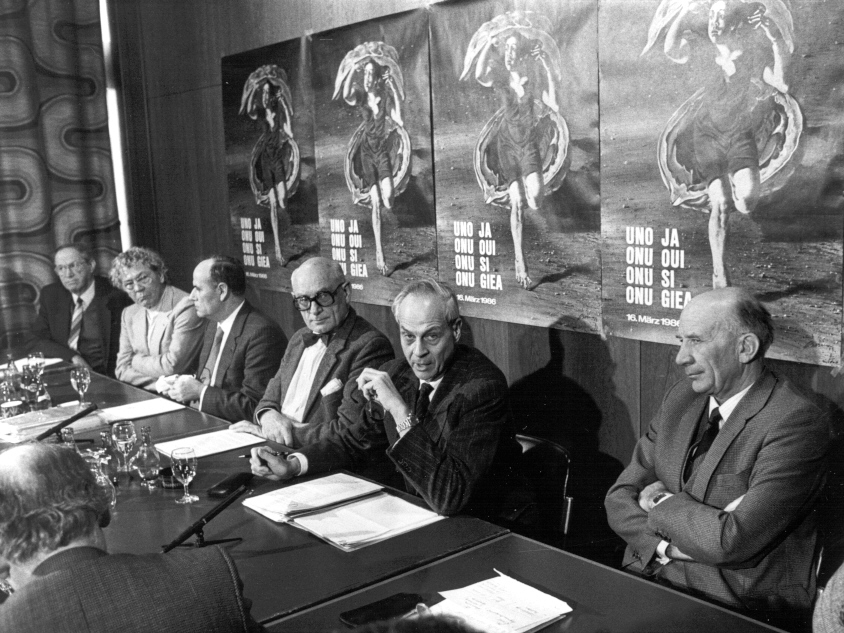
Beispiel eines obligatorischen Referendums: die Volksabstimmung über den UNO-Beitritt der Schweiz 1986

Ebenfalls dem obligatorischen Referendum unterliegt der Beitritt der Schweiz zu einer supranationalen Gemeinschaft oder einer Organisation für kollektive Sicherheit (Art. 140 Abs. 1 Bst. b BV). Die Rede ist vom obligatorischen Staatsvertragsreferendum. Bisher einziger Anwendungsfall des obligatorischen Staatsvertragsreferendums war die Volksabstimmung vom 16. März 1986 über den UNO-Beitritt, der deutlich verworfen wurde. Die spätere Zustimmung zum UNO-Beitritt in der Volksabstimmung vom 2. März 2002 erfolgte hingegen nicht auf dem Wege des obligatorischen Staatsvertragsreferendums, sondern durch Annahme einer Volksinitiative für eine entsprechende Partialrevision der Bundesverfassung (Art. 139 BV).
In drei Fällen wurde ein völkerrechtlicher Vertrag ohne Verfassungsgrundlage auf Beschluss der Bundesversammlung einem ausserordentlichen obligatorischen Staatsvertragsreferendum unterstellt: 1920 der Beitritt zum Völkerbund, 1972 das Freihandelsabkommen zwischen der Schweiz und der EWG und 1992 der Beitritt zum EWR. Diese Verträge wurden aufgrund «ihrer ausserordentlichen Bedeutung» der Abstimmung von Volk und Ständen unterbreitet. In der Staatsrechtslehre und in einem Gutachten des Bundesamts für Justiz wird die Auffassung vertreten, dass diese plebiszitäre Ausgestaltung der Volksrechte dem Schweizer Bundesverfassungsrecht fremd ist: Die Frage, ob eine Vorlage einem Referendum untersteht oder nicht, soll aufgrund von in der Verfassung klar definierten sachlichen Kriterien beantwortet werden, und nicht nach Gutdünken der Bundesversammlung, d. h. nicht nach politischen Opportunitätsüberlegungen.
Auch alle Kantone und politische Gemeinden kennen das obligatorische Referendum. Generell gilt es bei Änderungen der Kantonsverfassung sowie der Gemeindeordnung (Gemeindeverfassung), bei allgemein formulierten Volksinitiativen und bei ausformulierten Volksinitiativen, die vom Kantonsparlament nicht angenommen werden. Es wird sodann ausgelöst durch einzelne Ausgaben der öffentlichen Hand, die eine gewisse, in Verfassung oder Gesetz festgelegte Höhe überschreiten (siehe: Finanzreferendum). Das früher weit verbreitete obligatorische Gesetzesreferendum ist hingegen in den meisten Kantonen abgeschafft und durch das fakultative Referendum ersetzt worden.

## Missbrauchsgefahr
Die Gefahr der missbräuchlichen Anwendung ist beim obligatorischen Referendum deutlich geringer als bei anderen Referendumsformen, da es nicht aktiv initiiert bzw. vom Parlament nur mit einer Zweidrittelmehrheit ausgelöst werden kann.
Eine der Gefahren besteht allerdings in der Verquickung unterschiedlicher Verfassungsänderungen in einer so genannten »Paketlösung«. Soweit dies durch die jeweilige Verfassung nicht ausdrücklich verboten ist, können verschiedene Verfassungsänderungen miteinander verbunden werden. Die Wähler haben dann keine Möglichkeit, jeder einzelnen Änderung zuzustimmen oder diese abzulehnen, sondern können nur alle Änderungen zusammen annehmen oder ablehnen. Auf diese Weise ist es unter Umständen möglich, die Zustimmung zu an sich mehrheitlich abgelehnten Verfassungsänderungen durch weitere populärere Änderungen zu »erkaufen«. In der Schweiz steht solchem Missbrauchspotenzial der Grundsatz der Einheit der Materie entgegen.